# Cimafiej Dziejniczenka
Cimafiej Alaksandrawicz Dziejniczenka (biał. Цімафей Аляксандравіч Дзейнічэнка, ros. Тимофей Александрович Дейниченко; ur. 5 listopada 1986 w Homlu) – białoruski zapaśnik startujący w kategorii do 96–98 kg w stylu klasycznym, wicemistrz świata, mistrz Europy. Dwukrotny olimpijczyk. Piąty w Londynie 2012 w wadze 96 kg i czternasty w Rio de Janeiro 2016 w kategorii 98 kg.
Największym jego sukcesem jest złoty medal mistrzostw Europy w 2011 roku oraz srebrny mistrzostw świata w 2010 w kategorii do 96 kg. Piąty na igrzyskach europejskich w 2015. Drugi w Pucharze świata w 2011 i trzeci w 2012 roku.